# Specifiek oppervlak
Het specifieke oppervlak is een eigenschap van een vaste stof die de totale oppervlakte weergeeft per eenheid massa of volume van dit materiaal.
Het is een afgeleide waarde die kan gebruikt worden om het type en andere eigenschappen van het materiaal (e.g. zand) te bepalen.
De twee mogelijke definities zijn:
- Verhouding van de totale oppervlakte tot de massa van het materiaal (uitgedrukt in m²/kg), of
- Verhouding van de totale oppervlakte tot het volume van het materiaal (uitgedrukt in m²/m³ of m−1)

Deze eigenschap is van bijzonder belang in het gebruik van materialen in processen zoals adsorptie, heterogene katalyse en oppervlaktechemie.